# Lovin’, Livin’ and Givin’
«Lovin’, Livin’ and Givin’» (с англ. — «Люблю, живу и радуюсь») — песня, записанная американской певицей Дайаной Росс. Авторами песни выступили Кенни Стовер и Пэм Дэвис, аранжировщиком — Артура Дж. Райта, спродюсировал запись Хэл Дэвис.

## Предыстория и релиз
В 1976 году Росс выпустила свою первую диско-песню «Love Hangover», которая стала популярной в США и за её пределами. Её продюсером стал Хэл Дэвис, вместе с ним певица в 1977 году проводила ряд сессий, намереваясь создать новый танцевальный альбом. В тот же период была и записана песня «Lovin’ Livin’ and Givin’». Изначально она представляла собой обычную танцевальную мелодию.
Вскоре песня попала в фильм «Слава Богу, сегодня пятница», во многом благодаря тому, что над фильмом трудилась компания Motown, с которой сотрудничала Росс. В фильме звучал почти инструментальный вариант на фоне. В мае 1978 года песня была выпущена на саундтреке (в некоторых изданиях альбома продолжительность песни различается).
Тогда же году к выходу готовился новый студийный альбом Росс (точнее компиляция старых и новых треков) — Ross. Для него песня была ремикширована, были добавлены элементы электронной музыки — на волне популярности «I Feel Love» многие артисты стали внедрять её в свои песни. Motown решили выпустить её в качестве сингла в США (так и не состоялся) и остальном мире. Песня скромно показала себя, достигнув 54-го места в Великобритании, а также 35-го места в танцевальном чарте США вместе с «What You Gave Me».
В 1979 году песня выпускалась как бисайд на некоторых изданиях сингла «The Boss».

## Отзывы критиков
Песня получила в основном негативные отзывы критиков. Джейсон Элиас из AllMusic заявил, что Росс исполняет эту песню через силу, притворяясь, что в ней есть энтузиазм. Пол Секстон в своей рецензии для Record Mirror назвал её «неприглядной диско-песней» и отметил для себя конец креативности исполнительницы.

## Позиции в хит-парадах
| Хит-парад (1978)                 | Высшая позиция |
| -------------------------------- | -------------- |
| Великобритания (OCC UK Singles)  | 54             |
| США (Billboard Dance Club Songs) | 35             |